# Алкивиад Второй
Алкивиад Второй (греч. Ἀλκιβιάδης βʹ) — один из диалогов Платона, посвященный теме молитвы. Участниками беседы являются Сократ и политик Алкивиад. В тексте упомянут македонский тиран Архелай Македонский (141d).

## Проблема подлинности
Диалог «Алкивиад II» был внесён в число сочинений Платона знатоком его творчества Фрасилом, но уже в древности его подлинность подвергалась сомнению. Многочисленные западные исследователи (начиная с Шлейермахера) оспаривают авторство диалога. В качестве автора иногда называется платоник Ксенофонт, об этом свидетельствует писатель Атеней (III в. н. э.). Однако А. Ф. Лосев относит Алкивиад II к ранним диалогам Платона.

## Содержание
Сократ встречает Алкивиада на пути к храму и спрашивает его знает ли тот, о чем следует молить богов. Для молитвы (εὐχὴ) необходимо знание блага и определенная доля разумности. Для обычных людей тираническая власть вожделенна, однако она может послужить причиной смерти её обладателя. Другой пример с желанием детей, наличие которых впоследствии могло опечалить родителей. В молитве богам незнание (греч. ἄγνοια — 143a) может стать причиной многих бед. Поэтому Сократ хвалит «молчаливое благочестие» спартанцев (149b). Равным образом и неразумная молитва может обернуться богохульством (βλασφημοῦντός — 150c), поэтому иногда лучше молчание (ἡσυχία) предпочитать молитве.